# Ramnefjellsfossen
Ramnefjellsfossen är ett vattenfall i 
Stryns kommun i Vestland fylke i Norge.
Vattenfallet, som är ett av världens högsta, är 808 meter högt. Det  stupar utför Ramnefjellet i flera fall, varav det största är omkring 600 meter högt, och mynnar ut i sjön Lovatnet. Det får sitt vatten från Ramnefjellbreen som är en gren av Jostedalsbreen.
På grund av det ringa vattenflödet har Ramnefjellsfossen aldrig använts till elproduktion.

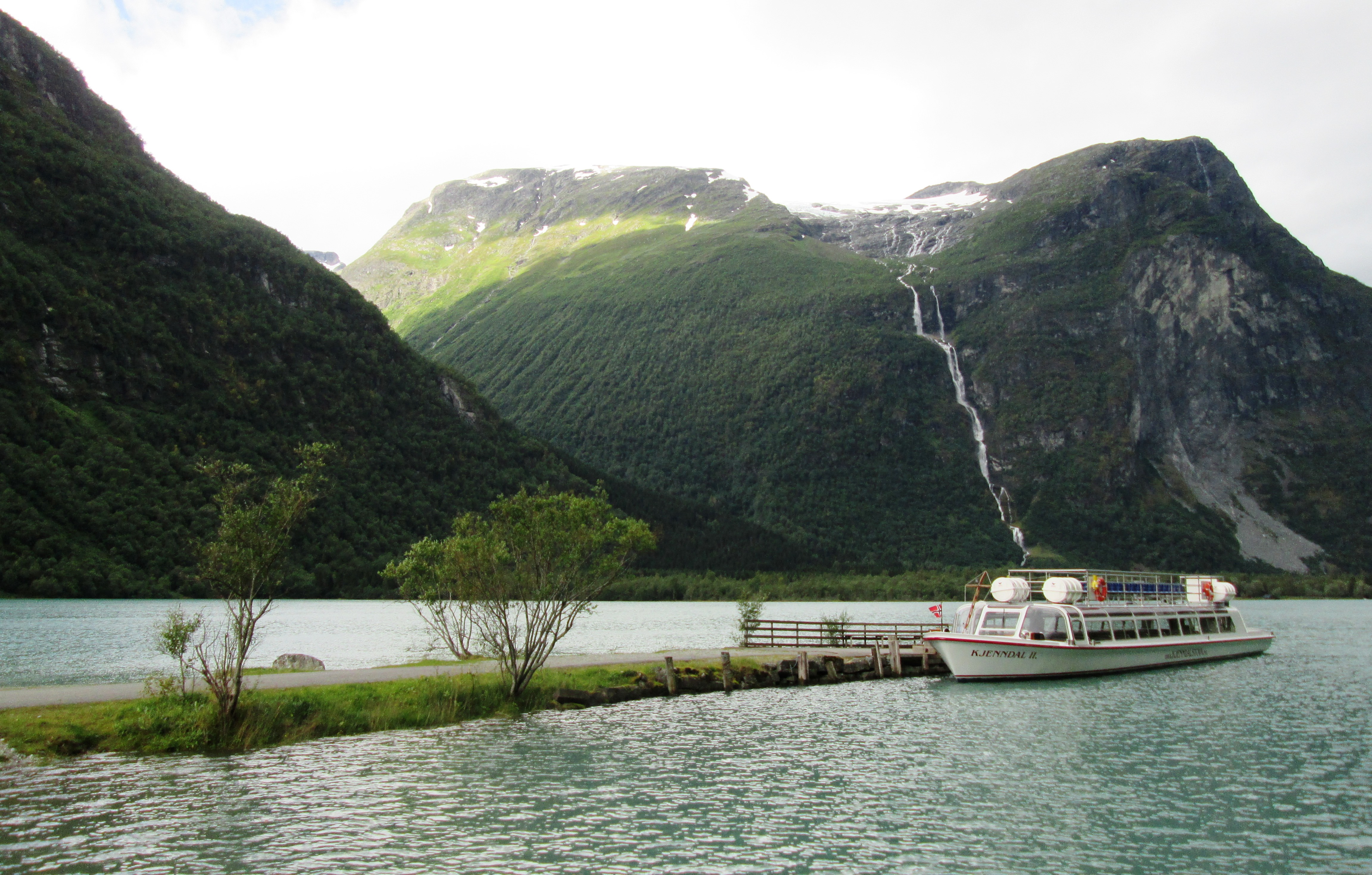
Lovatnet med Ramnefjellsfossen i bakgrunden. Spår efter jordras på Ramnefjellet syns till höger.

Området runt Lovatnet är skyddat sedan 1993.
Sjön drabbades av en dödlig 40 meter hög tsunami på grund av ett stort jordskred från Ramnefjellet år 1905 som utplånade samhällena Nesdal och Bødal. Ett nytt jordskred orsakade en 74 meter hög tsunami år 1936. Totalt 139 personer avled till följd av skreden.